# Hieracium geilingeri
Hieracium geilingeri es una especie de planta con flor del género Hieracium, de la familia Asteraceae, orden Asterales.

## Distribución
Hieracium geilingeri se distribuye por Italia y Noruega .

## Taxonomía
Fue descrita científicamente por Zahn.
Tratamiento taxonómico
La especie aparece registrada y publicada en Mitt. Bot. Mus. Univ. Zürich.